# Krzyż Wybitnej Służby Lotniczej
Krzyż Wybitnej Służby Lotniczej lub Zaszczytny Krzyż Lotniczy (ang. Distinguished Flying Cross, skr. D.F.C. lub DFC) – brytyjskie odznaczenie wojskowe przyznawane lotnikom Royal Air Force oraz żołnierzom pozostałych rodzajów sił zbrojnych a także państw sojuszniczych, w przeszłości także żołnierzom innych krajów Wspólnoty Narodów. Krzyż przyznawany jest za „czyn lub czyny męstwa, odwagi lub poświęcenia w obliczu wroga w czasie aktywnych działań w powietrzu” (an act or acts of valour, courage or devotion to duty whilst flying in active operations against the enemy). Krzyż ustanowiono 3 czerwca 1918 roku.
DFC jest najwyższym brytyjskim odznaczeniem lotniczym i trzecim najwyższym wojskowym odznaczeniem przyznawanym za odwagę (po Krzyżu Wiktorii i Orderze Wybitnej Służby (a obecnie – w miejsce Orderu Wybitnej Służby – Krzyżu Dzielności Znamienitej); odpowiednikiem DFC przyznawanym przez wojska lądowe jest Krzyż Wojskowy, a przez marynarkę wojenną Krzyż Wybitnej Służby. Do 1993 roku odznaczenie było przyznawane wyłącznie oficerom, a jego odpowiednik dla podoficerów i szeregowych stanowił Medal Wybitnej Służby Lotniczej. Obecnie krzyż jest nadawany wszystkim wojskowym, bez względu na posiadany stopień.
Odpowiednikiem odznaczenia za czyny męstwa, dzielności lub oddania dokonane w trakcie lotu, jednak nie w bezpośredniej walce z nieprzyjacielem jest Krzyż Sił Powietrznych.
Podczas II wojny światowej 191 żołnierzy Polskich Sił Powietrznych na Zachodzie odznaczonych zostało DFC, w tym:
- 186 po raz pierwszy,
- 5 po raz drugi (Eugeniusz Horbaczewski, Stanisław Kłosowski, Stanisław Król, Edmund Ladro, Jan Zumbach)
- 1 po raz trzeci (Stanisław Skalski).

Kolejne nadania Krzyża oznacza się umieszczając poziomo na wstążce srebrne okucia (ang. bars).
W terminologii brytyjskiej:
- Distinguished Flying Cross nadany dwukrotnie, to DFC and Bar;
- Distinguished Flying Cross nadany trzykrotnie, to DFC and Two Bars.

Na baretce umieszcza się srebrne rozetki w kształcie róży heraldycznej.

## Odznaczeni
192 pojedyncze, 5 dwukrotnych i jedno potrójne nadanie DFC otrzymali Polacy za zasługi podczas II wojny światowej.